# Kleinia neriifolia
Kleinia neriifolia is een dwergstruik uit de composietenfamilie (Asteraceae of Compositae), die endemisch is op de Canarische Eilanden.
Het is een plant van de droge, warme vulkanische bodems van de westkant van deze eilanden.

## Naamgeving enetymologie
- Duits: Oleanderblättrige Kleinie
- Spaans: Verol, berol, berode, verode
- Synoniem: Cacalia kleinia L., Cacalia terminalis Salisb., Senecio kleinia (L.) Less.

De botanische naam Kleinia is een eerbetoon aan de Duitse botanicus Jacob Theodor Klein (1685-1759). De soortaanduiding neriifolia is afgeleid van het plantengeslacht Nerium (oleander) en van het Latijnse folium (blad), naar de gelijkenis van de bladeren met die van de oleander.

## Kenmerken
Kleinia neriifolia is een dichtvertakte, tot 150 cm hoge, succulente dwergstruik met oplopende of rechtopstaande, vlezige stengels, beschermd door een groene tot bruine schors bedekt met littekens van afgevallen bladeren. De bladeren zijn eveneens vlezig, lancetvormig en helder groen. Ze staan dicht bijeen in kransen aan de top van de stengels, zonder bladsteel.
De lichtgele bloemhoofdjes zijn schijfvormig, zeer lang en dun, en staan gegroepeerd in een schermvormige bloeiwijze.
De plant bloeit in de zomer. Dikwijls zijn de vruchten van het voorgaande jaar en de bloemen van het nieuwe jaar op dezelfde plant terug te vinden.

## Habitaten verspreiding
Kleinia neriifolia is een typische plant voor de tabaibal-cardonal, de droogte- en warmteminnende vegetatie van de droge, westelijke kust van de Canarische Eilanden. Hij komt vooral voor op warme, droge en stenige vulkanische bodems, tot op een hoogte van 700 m. De plant is met zijn vlezige stengels en bladeren uitstekend aangepast aan deze omgeving en kan zelfs overleven bij verlies van zijn bladeren; de groene takken bevatten bladgroen en nemen de fotosynthese over.
Hij is endemisch op de Canarische Eilanden, waar hij voorkomt op alle eilanden.